# Parti mejnó

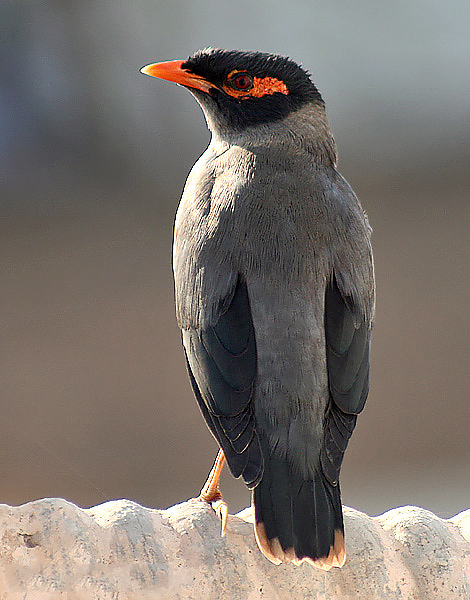

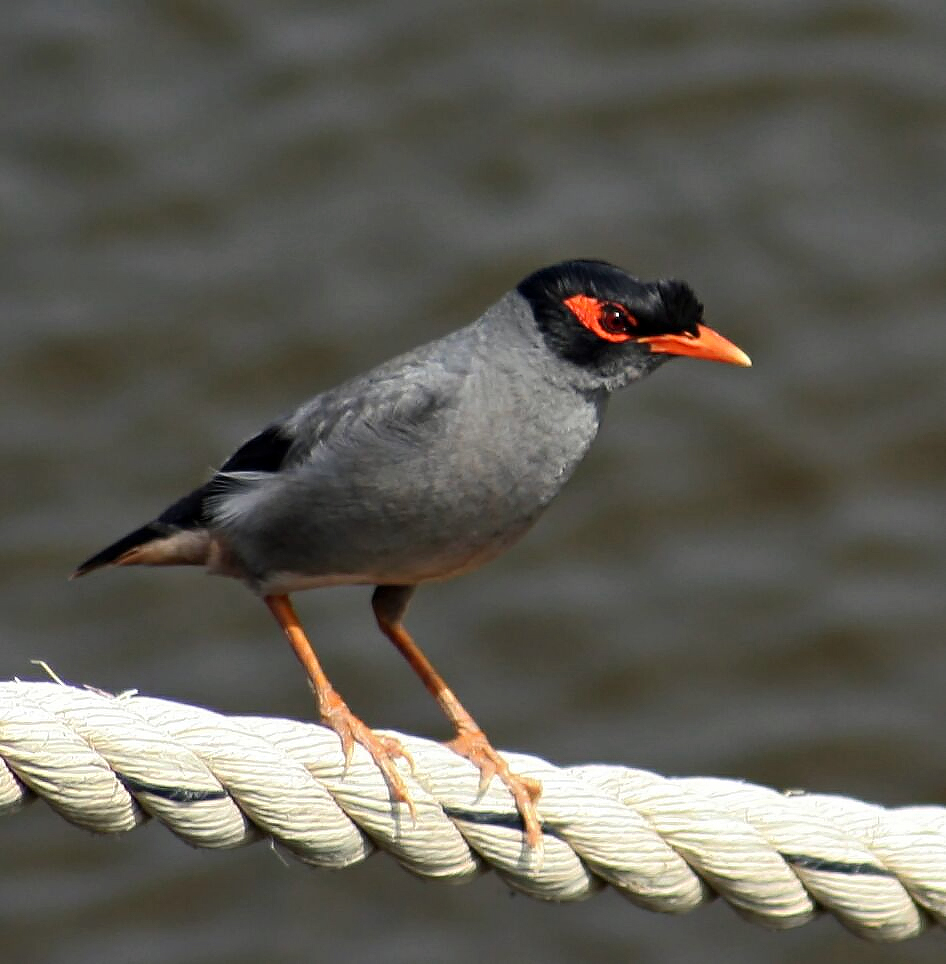

A parti mejnó vagy parti majna (Acridotheres ginginianus) a madarak (Aves) osztályának verébalakúak (Passeriformes) rendjébe, ezen belül a seregélyfélék (Sturnidae) családjába tartozó faj.

## Rendszerezése
A fajt John Latham angol ornitológus írta le 1790-ben, a Turdus nembe Turdus ginginianus néven.

## Előfordulása
A parti mejnó Pakisztán Szindh tartományától keletre India északi és középső részén keresztül egészen Nepálig és Bangladesig fordul elő. Olykor elkóborol messzire is, észlelték már Afganisztán, Mianmar, Kína, sőt Tajvan területén is. Mivel őshazájában kedvelt madár, gyakran tartják kalitkamadárként. Ilyen madarakból származó elvadult szabadon élő állományai vannak Kuvaitban és Jordániában.
Mint neve is mutatja korábban szinte kizárólag a nagyobb folyók partjai mentén levő síkságokon élt. Mára nagyszerűen alkalmazkodott az ember alkotta megváltozott körülményekhez, és nemcsak szántóföldeken és kertekben, de városokban is előfordul. Állandó, nem vonuló faj.

## Megjelenése
Testhossza 21 centiméter. Hasonlít közeli rokonára, a pásztormejnóra (Acridotheres tristis), mellyel élőhelyének egy részét is megosztja, de kisebb és karcsúbb annál. A pásztormejnó alapvetően barnás színével szemben a parti mejnó szürkéskék színű. Szárnyai feketék, szárnyfoltjai halvány vörösek. Feje fekete, jellemző bélyeg rajta a narancsvöröses, csupasz arcfolt és az apró, felmereszthető bóbita. Csőre narancssárga. Lába élénksárga.

## Életmódja
E madár rajokban él, nemcsak a táplálékkeresés közben, de költési időszakban is. Mára helyenként nagyon gyakori és szemtelen madár lett, gyakran lehet látni, hogy vasútállomásokon az utazók csomagjait átkutatja élelem után. Átkutatja a szeméttárolókat is és gyakran követi a teheneket, hogy az általuk felzavart rovarokat elfoghassa. Tápláléka rovarokból, gyümölcsökből, gabonából és férgekből tevődik össze. A szabad természetben körülbelül 40 évet él.

## Szaporodása
A költési időszak helyenként különböző, általában májustól augusztusig tart. Évente akár háromszor is költhet. A fészket gyakran egy fa odvában, esetleg más madár vagy mókus elhagyott fészkébe rakja. Egy fészekaljban 3-5 tojás van, ezek lehetnek halványkékek vagy türkiz színűek. A költés körülbelül 17 napig tart. A fiatal madarak 22-24 nap után repülnek ki.

## Természetvédelmi helyzete
Az elterjedési területe rendkívül nagy, egyedszáma pedig növekszik. A Természetvédelmi Világszövetség Vörös listáján nem fenyegetett fajként szerepel.

## Fordítás
- Ez a szócikk részben vagy egészben  az   Ufermaina című német Wikipédia-szócikk ezen változatának fordításán alapul.  Az eredeti cikk szerkesztőit annak laptörténete sorolja fel. Ez a jelzés csupán a megfogalmazás eredetét és a szerzői jogokat jelzi, nem szolgál a cikkben szereplő információk forrásmegjelöléseként.